# Kakara (Niger)
Kakara ist ein Dorf in der Landgemeinde Damagaram Takaya in Niger.

## Geographie
Das Dorf liegt rund 28 Kilometer südlich des Hauptorts Damagaram Takaya der gleichnamigen Landgemeinde und des gleichnamigen Departements Damagaram Takaya, das zur Region Zinder gehört. Zu den Siedlungen in der näheren Umgebung von Kakara zählen Mazamni im Nordwesten, Lassouri im Norden und Wargalé im Osten.
Kakara setzt sich aus zwei Weilern zusammen: Kakara I und Kakara II. Es herrscht das Klima der Sahelzone vor, mit einer durchschnittlichen jährlichen Niederschlagsmenge zwischen 300 und 400 mm.

## Geschichte
Die französische Kolonialverwaltung richtete Anfang des 20. Jahrhunderts einen Kanton in Kakara ein. Der britische Reiseschriftsteller A. Henry Savage Landor passierte die Siedlung 1906 im Rahmen seiner zwölfmonatigen Afrika-Durchquerung. Der Kanton Kakara wurde 1923 aufgelöst und sein Gebiet dem Kanton Damagaram Takaya angeschlossen.

## Bevölkerung
Bei der Volkszählung 2012 hatte Kakara 314 Einwohner, die in 62 Haushalten lebten. Bei der Volkszählung 2001 betrug die Einwohnerzahl 129 in 25 Haushalten.
Die Bevölkerungsdichte in diesem Gebiet ist mit über 100 Einwohnern je Quadratkilometer hoch.

## Wirtschaft und Infrastruktur
Das Gebiet der Ebenen im Süden der Region Zinder, in dem die Siedlung liegt, ist von einer anhaltenden Degradation der ackerbaulichen Flächen gekennzeichnet, die mit der hohen Bevölkerungsdichte in Zusammenhang steht.